# Villers-en-Vexin
 Villers-en-Vexin  es una población y comuna francesa, en la región de Alta Normandía, departamento de Eure, en el distrito de Les Andelys y cantón de Étrépagny.

## Demografía
| 323 | 287 | 264 | 248 | 274 | 286 |
| Para los censos de 1962 a 1999 la población legal corresponde a la población sin duplicidades (Fuente: INSEE [Consultar]) |     |     |     |     |     |